# Campanula munzurensis
Campanula munzurensis är en klockväxtart som beskrevs av Peter Hadland Davis. Campanula munzurensis ingår i släktet blåklockor, och familjen klockväxter. Inga underarter finns listade i Catalogue of Life.